# Heterosita
L'heterosita és un mineral de la classe dels fosfats, que pertany al grup de la trifilita. Va rebre el seu nom l'any 1826 per François Alluaud, del grec έτερος, un altre, probablement en al·lusió al fet que l'espècie va ser el segon mineral nou que contenia ferro i manganès a la mateixa localitat.

## Característiques
L'heterosita és un fosfat de fórmula química (Fe3+,Mn3+)PO₄. Cristal·litza en el sistema ortoròmbic. La seva duresa a l'escala de Mohs es troba entre 4 i 4,5. Forma una sèrie de solució sòlida amb la purpurita.
Segons la classificació de Nickel-Strunz, l'heterosita pertany a «08.AB - Fosfats, etc. sense anions addicionals, sense H₂O, amb cations de mida mitjana» juntament amb els següents minerals: farringtonita, ferrisicklerita, litiofilita, natrofilita, purpurita, sicklerita, simferita, trifilita, karenwebberita, sarcòpsid, chopinita, beusita, graftonita, xantiosita, lammerita, lammerita-β, mcbirneyita, stranskiïta, pseudolyonsita i lyonsita.

## Formació i jaciments
Va ser descoberta l'any 1825 a Les Hureaux, a Sent Sauvestre (Llemosí). Als Països Catalans se n'ha trobat al Cap de Creus (Empordà) i també a Argelers i Cotlliure (Rosselló).